# Le Sonneur (artiste)
Pour l’article homonyme, voir Le Sonneur.
Le Sonneur est un street artist, artiste plasticien, dessinateur et auteur français. Architecte de formation,, il est né en 1977.

## Carrière
En activité depuis 2015, il se fait d'abord connaître comme street artist en collant dans les rues des sonnettes aux noms imaginaires. Depuis, son champ artistique s'est ouvert à la photographie, aux installations, à la sculpture, à l'art vidéo et au dessin. Son travail fait depuis 2016 l'objet d'expositions régulières en France, en Allemagne, à Dubaï, en Australie et au Japon.
En 2019, il conçoit pour le label de musique parisien « My Dear Recordings », le design graphique de My Dear Compilation 2018-2019, un disque qui regroupe des artistes rock et pop français et étrangers comme Pamela Hute ou Robin Foster.
En 2021, son premier ouvrage Et mon cœur se serra est publié aux éditions Flammarion. Réalisé en collaboration avec le romancier Antoine Laurain, ce roman de mots et d'images se compose de 129 dessins du Sonneur et de 28 textes d'Antoine Laurain. La même année paraît également Le Poisson de Monsieur Carassin,, un roman graphique dont il signe les dessins et les textes.
En janvier 2022, la version anglaise d'Et mon cœur se serra, intitulée Red is my heart, paraît en Angleterre et aux États-unis aux éditions Gallic Books. Red is my heart est salué par The Washington Post comme l'un des 10 livres les plus remarquables de la rentrée littéraire de janvier 2022.
En mars 2022 sort Sur un nuage, roman graphique dont il signe les textes et les illustrations.
Son ouvrage My Love paraît en juin 2022 et retrace en photographies son parcours de street artist entamé en 2014, de Paris à La Paz en passant par Los Angeles et Marrakech.
En septembre 2022, il publie Rise, un livre de dessins à l'encre de Chine.
Par-dessus nous, son troisième roman graphique, paraît en novembre 2022, suivi de Au loin tu verras en avril 2023.
En septembre 2023, paraît Le Poisson de Monsieur Carassin & l’envol, une nouvelle édition de son  roman graphique Le Poisson de Monsieur Carassin sorti en 2021 et désormais complété d’un épilogue intitulé L’envol et constitué de 20 dessins inédits.
Son roman graphique 203 Boulevard Raspail paraît en décembre 2023, suivi du recueil de dessins Vous êtes ici en avril 2024, deux ouvrages qui marquent le surgissement dans son travail de couleurs aussi nombreuses qu'inhabituelles.
En 2025, il renoue avec l'architecture avec Maisonneuve, un recueil de dessins d'architectures rêvées et imaginaires.

## Expositions
En 2019, il investit le Tsuba Hôtel à Paris pour son exposition personnelle Rear Windows,. Pour l'occasion il installe dans les lieux plus de 60 œuvres et dessins, notamment une installation monumentale de dessins sur la façade intérieure de l'hôtel.
En 2020, le galerie Louis Gendre lui consacre une exposition dans le cadre du festival international Vidéoformes.
En 2021, la Galerie Shu! à Tokyo accueille son exposition solo Shining Shadow.
En 2023, il expose au salon international d'art contemporain Art3F et à l'Abbaye Saint-Martin de Laon.